# Unione matematica italiana
L'Unione matematica italiana (acronimo UMI), è un'associazione che riunisce la maggior parte dei matematici italiani ed altri scienziati che con i precedenti sono in stretto contatto. Essa conta circa 3000 soci.

## Storia
Dallo statuto:
per il conseguimento dei suoi fini l'Unione matematica italiana:
stabilisce e mantiene fra i matematici, i fisici, gli ingegneri ed i cultori di scienze affini, e con Società Scientifiche italiane ed estere, relazioni atte a favorire la ricerca scientifica, ed a diffondere la conoscenza delle opere e degli studi di matematica pura ed applicata; facilita ai Soci la conoscenza delle opere degli scienziati e degli Istituti scientifici italiani e stranieri, dei più importanti risultati conseguiti, dei lavori eseguiti ed intrapresi, dei problemi scientifici e didattici che in Italia e fuori vengono posti, studiati e dibattuti; prepara riunioni e congressi nazionali; organizza la partecipazione di propri rappresentanti a congressi matematici stranieri; promuove e favorisce iniziative utili agli studi matematici, come pubblicazione di opere classiche, compilazioni di relazioni sullo stato attuale delle più importanti teorie, raccolte di notizie bibliografiche, costruzioni di tavole, di grafiche; istituisce e concede premi diretti al progresso delle Scienze Matematiche in Italia; pubblica un Bollettino e un Notiziario.
L'Unione matematica italiana nacque nel 1922.
Il 31 marzo di quell'anno Salvatore Pincherle, illustre matematico dell'Università di Bologna, inviò a tutti i matematici italiani una lettera in cui progettava l'istituzione di una società matematica nazionale.
Nel giugno dello stesso anno fu pubblicato il primo fascicolo, ancorché in veste provvisoria, del futuro "Bollettino".
La creazione di una tale società fu ispirata da analoghe iniziative in altri paesi quali ad es. la Societé mathématique de France (1872), la Deutsche Mathematik Vereinigung (1891), l'American Mathematical Society (1891) e, soprattutto, l'International Mathematical Union (1920).
I più importanti matematici dell'epoca — fra tutti Luigi Bianchi e Vito Volterra — incoraggiarono l'iniziativa di Pincherle anche inviando personalmente articoli per il futuro Bollettino.
Circa 180 matematici risposero alla lettera di Pincherle e, nel dicembre dello stesso anno, si tenne una prima riunione e furono varati i primi atti statutari. Da allora l'Unione matematica è passata dai 400 membri nel 1940 agli attuali 2500. La sede sociale è rimasta a Bologna, presso l'attuale Dipartimento di matematica.
Un primo, esaltante, risultato della nascita dell'Unione matematica italiana fu l'organizzazione del Congresso internazionale di matematica a Bologna nel 1928: non solo per la perfetta organizzazione dell'incontro ma soprattutto per il fatto che Pincherle fu forte sostenitore della possibilità di mettere insieme, e di far confrontare sui temi della matematica, personalità che fino a pochi anni prima si erano combattute aspramente nell'ambito della prima guerra mondiale.
Tale progetto, anche se all'inizio fu politicamente osteggiato da molti paesi, ebbe un grande successo tant'è che anche la delegazione tedesca (formata da 76 matematici) era presente al convegno insieme ai 56 francesi, 52 statunitensi ed altri (per un totale di 840 partecipanti).
L'Unione matematica italiana ha lo scopo di seguire, promuovere e divulgare lo sviluppo delle scienze matematiche e delle loro applicazioni diffondendone i risultati e non ha fini di lucro. L'UMI è costituita in ente morale (r. decreto 15 ottobre 1923, n. 2384).

## Sede e attività
Secondo il primo articolo dello statuto:
L'Unione matematica italiana (U.M.I.) ha lo scopo di seguire, promuovere e divulgare lo sviluppo delle Scienze Matematiche e delle loro applicazioni diffondendone i risultati e non a fini di lucro. Essa ha sede in Bologna presso il Dipartimento di Matematica dell'Università di Bologna ed è costituita in ente morale (R. decreto 15 ottobre 1923, n. 2384).
L'UMI organizza congressi nazionali che dal 1951 hanno cadenza quadriennale; organizza o sostiene altri convegni e cura vari tipi di pubblicazioni: atti dei congressi nazionali, atti dei suoi convegni, pubblicazioni periodiche (bollettino, notiziario La Matematica nella Società e nella Cultura), collane (Opere di Grandi Matematici, Monografie matematiche, Quaderni dell'UMI, UMI Proceedings, UMI Lecture Notes in Mathematics, Collana Convergenze, La cultura matematica) e una Bibliografia Matematica Italiana riguardante gli anni dal 1950 al 1972, altre pubblicazioni fuori collana (Le Schede Olimpiche, Il Fibonacci)
Intrattiene rapporti con varie organizzazioni che si occupano di matematica, fra cui la Società italiana di matematica applicata e industriale (SIMAI), la Fondazione CIME, AMASES, AIRO, MATHESIS ed altri.
Per il migliore raggiungimento dei fini sociali dell’Unione, la Commissione Scientifica dell’UMI nell'anno 2020 ha promosso la creazione di Gruppi UMI, che raggruppano soci che hanno interessi scientifici comuni, con carattere interdisciplinare trasversale a varie aree della matematica, o progetti in ambiti di sviluppo della matematica nella società.
I Gruppi UMI hanno lo scopo di promuovere l’avanzamento della conoscenza nei settori di loro pertinenza, attraverso la ricerca, l’insegnamento, la divulgazione dei risultati e l’interazione con vari settori della matematica, della scienza, della cultura o della società. Questi fini sono perseguiti in sintonia con i fini sociali dell’UMI e sono conformi all’apposito Regolamento approvato dalla Commissione Scientifica.
Sono stati attivati ben undici Gruppi UMI:
- Crittografia e Codici
- DIGiMath
- DinAmicI
- Licei Matematici
- Matematica delle Immagini, della Visione e delle loro Applicazioni (MIVA)
- Matematica per l’Intelligenza artificiale e il Machine Learning (AI&ML&MAT)
- Modellistica Socio-Epidemiologica (MSE-UMI)
- Probability In Statistics, Mathematics and Applications (PRISMA)
- Teoria dell’Approssimazione e Applicazioni (TAA)
- CliMath
- Progetti di cooperazione internazionale con il Sud Globale

## Organi
Gli organi previsti dallo statuto dell'UMI sono l'assemblea dei soci, l'ufficio di presidenza e la commissione scientifica.
L'assemblea dei soci si riunisce normalmente una volta all'anno; tradizionalmente in maggio a Bologna.
L'ufficio di presidenza è costituito dal presidente, dal vicepresidente, dal segretario, dall'amministratore-tesoriere, eletti dai soci. Partecipano alle riunioni dell'ufficio di presidenza anche il segretario aggiunto, il presidente onorario e il precedente presidente dell'UMI. Per il triennio 2024-2027 è composto da: Marco Andreatta (Presidente), Paolo Salani (Vice Presidente), Maria Carmela Lombardo (Segretaria), Benedetta Morini (Amministratrice Tesoriera), Alessia Cattabriga (Segretaria Aggiunta).
La commissione scientifica è costituita dal presidente, dal vicepresidente, dal segretario, dall'amministratore-tesoriere e da altri quindici membri eletti.
Per il triennio 2024-2027 i membri eletti sono: Giovannina Albano, Silvia Benvenuti, Raffaele Cerulli, Giuseppina D'Aguì, Raffaele D'Ambrosio, Chiara de Fabritiis, Veronica Felli, Giuseppe Floridia, Elisa Francomano, Marina Marchisio Conte, Roberto Natalini, Carlo Nitsch, Giuseppe Savarè, Maria Vallarino, Matteo Viale.

## Pubblicazioni
Pubblicazioni periodiche
Dal 2008
- "Bollettino dell'Unione Matematica Italiana" - ISSN 1972-6724
- "La Matematica nella Società e nella Cultura - Rivista della Unione Matematica Italiana" - ISSN 1972-7356
- "Notiziario della Unione Matematica Italiana" - ISSN 0393-0998

Fino al 2007
- Bollettino dell'Unione Matematica Italiana, Sezione A: "La Matematica nella Società e nella Cultura"
- Bollettino dell'Unione Matematica Italiana, Sezione A: Fascicolo speciale dedicato alle tesi di dottorato
- Bollettino Sezione B: "Articoli di Ricerca Matematica" - (ISSN 0392-4041 (WC · ACNP))
- Notiziario dell'Unione Matematica Italiana

Collane
- Opere dei Grandi Matematici[3]
- Monografie Matematiche
- Quaderni U.M. I.[4]
- UMI Proceedings
- Collana Convergenze (a cura dall'UMI - CIIM)
- UMI Lecture Notes in Mathematics (a cura dell'UMI)[5]
- Collana "La cultura matematica" (curata dall'UMI)
- Testi e Studi in Storia della Matematica[6]

Fuori Collana
- Le Schede Olimpiche di M.Gobbino
- IL FIBONACCI. Breve viaggio tra curiosità matematica. Aspetti insoliti o nascosti della matematica, visti con gli occhi di Franco Conti (a cura di E.Sinibaldi)
- L'Esplosione della matematica

Atti dei Congressi dell'Unione e atti di convegni
Bibliografia Matematica Italiana

## Premi
- Premio Giuseppe Bartolozzi
- Premio Renato Caccioppoli
- Premio Franco Tricerri
- Stampacchia Medal
- Premio Calogero Vinti
- Premio Gaetano Fichera
- Premio Ennio de Giorgi
- Premio Pomini
- Premio Federigo Enriques
- Premio Franco Montagna
- Premio Bruno De Finetti